# Sikong Tu
Pour les articles homonymes, voir Sikong Tu.
Sikong Tu (837-908) (chinois : 司空图 ; chinois traditionnel : 司空圖 ; pinyin : Sīkōng Tú ; Wade : Ssu-k’ung T’u)
avec le nom de courtoisie Biaosheng (表圣), est un poète et critique littéraire de la fin de la dynastie Tang en Chine11.11. Originaire de Yuxiang dans la préfecture de Hezhong (aujourd’hui Yongji, province du Shanxi), il se donne aussi les noms de Zhifeizi (知非子) et Nairu Jushi (耐辱居士). Il occupe les postes de greffier principal du temple Guanglu, d’assistant au ministère des Rites, puis de directeur au ministère des Rites。

## Biographie
Sikong Tu naît en 837. Doué pour la littérature dès son jeune âge, ses écrits sont appréciés par Wang Ning, alors gouverneur de Jiangzhou (aujourd’hui Yuncheng, Shanxi). En 869, sous la recommandation de Wang Ning, Sikong Tu réussit l’examen du jinshi (doctorat d’État) à l’âge de 33 ans. Par la suite, par gratitude, il renonce à la possibilité d’occuper un poste officiel à la cour et demeure longtemps dans l’entourage administratif de Wang Ning. Peu après, ce dernier est exilé à Shangzhou pour avoir enfreint la loi et rétrogradé au poste de gouverneur de Shangzhou. Touché par la faveur d’avoir été reconnu, Sikong Tu demande de son propre chef à l’accompagner.
En 877-878, quand Ning est nommé inspecteur de Xuanshe, il invite Sikong Tu à rejoindre son administration. Sikong Tu est ensuite convoqué par la cour pour devenir censeur impérial du palais, mais ne peut se résoudre à quitter la maison de Ning. Il est alors accusé par le tribunal et rétrogradé au poste de greffier principal au temple Guanglu, avec affectation à Luoyang. Durant son séjour à cet endroit, il gagne l’estime de Lu Xie, ancien premier ministre résidant à Luo et les deux se fréquentent souvent. En 878, lorsque Lu Xie retourne à la cour pour reprendre le poste de premier ministre, il nomme alors Sikong Tu assistant au ministère des Rites avant de le promouvoir rapidement au rang de directeur.
En 880, au moment où le rebelle Huang Chao (r. 881-884) entre dans la capitale Chang'an, Sikong Tu s’enfuit et se retire à Hezhong. Plus tard, l’empereur Xizong étant à Fengxiang, il nomme Sikong Tu rédacteur des édits impériaux puis secrétaire du secrétariat central. Quand Xizong se déplace à Baoji, Sikong Tu ne peut le suivre et retourne dans sa région natale pour vivre en reclus dans la vallée de Wangguan, au mont Zhongtiao. Il passe ses journées à réciter des poèmes en compagnie de moines éminents et de lettrés renommés. Il est convoqué plusieurs fois à la cour pour occuper des postes de secrétaire, conseiller impérial, vice-ministre du Trésor et autres fonctions, mais il refuse fermement chaque fois prétextant l’âge et la maladie. Pour cette raison, il fait bâtir un pavillon dans son domaine de la vallée de Wangguan qu’il nomme Pavillon Xiuxiu et rédige un Mémoire du Pavillon Xiuxiu pour affirmer sa résolution. Il se donne aussi les noms de Zhifeizi (知非子) (maître qui connaît ses erreurs) et Nairu Jushi (耐辱居士) (ermite qui endure l’humiliation) et compose le Chant de l’ermite patient à l’humiliation (耐辱居士歌) où il est question de repos pour exprimer sa volonté de rester retiré plutôt que de servir.
En 908, en apprenant que Zhu Wen a fait assassiner l’empereur Aidi  (le dernier empereur Tang), Sikong Tu se laisse mourir de faim à l’âge de soixante-douze ans,
Sikong Tu n’avait pas de fils, mais il avait une fille qui épouse Yao Zan.
Sikong Tu, né à la fin des Tang, est témoin du processus de déclin et de destruction de la dynastie Tang. Il meurt par refus de s’alimenter à la chute de la dynastie, partageant le destin du pays. Bien qu’il ne puisse rivaliser avec d’autres poètes de la région du Shanxi en tant que poète, il est entré dans l’histoire en tant que critique poétique.

## Œuvres
- Recueil littéraire de Sikong Biaosheng (司空表圣文集) : il subsiste aujourd’hui les dix volumes de ce recueil, avec plusieurs éditions.
- Dans Poésie complète des Tang (全唐詩), 211 poèmes de Sikong Tu sont répertoriés dans les volumes 632-633-634 sont recensés. Dans les volumes 766 à 769.